# Oromo
L'oromo (/ˈɒrəmoʊ/ o /ɔːˈroʊmoʊ/; Oromo: Afaan Oromoo) és una llengua afroasiàtica que pertany a la branca cuixític. És originària de l'estat etíop d'Oròmia i és parlada predominantment pel poble oromo i els grups ètnics veïns de la Banya d'Àfrica. S'utilitza com a llengua franca sobretot a Etiòpia i el nord-est de Kenya.
Amb més de 36 milions de parlants, que representen el 33,8% de la població etíop total, l'oromo és l'idioma amb més parlants nadius a Etiòpia, i se situa com la segona llengua més parlada a Etiòpia per nombre total de parlants (inclosos els de segona llengua), després de l'amhàric. Altres formes d'oromo són parlades com a primera llengua per mig milió de persones en parts del nord i l'est de Kenya i també és parlat per un nombre menor d'emigrants a altres països africans com Sud-àfrica, Líbia, Egipte i Sudan. L'oromo és la llengua cuixítica més parlada i una de les cinc llengües africanes amb més població de parlants nadius.